# Sebastian Fini
Sebastian Fini Carstensen, né le 26 mars 1995 à Hellerup, est un coureur cycliste danois spécialiste de VTT cross-country et de cyclo-cross.

## Palmarès en VTT

### Jeux olympiques
- Tokyo 2020
  - 22e du cross-country

### Championnats du monde
- Vallnord 2015
  -  Médaillé d'argent du relais mixte
- Cairns 2017
  -  Médaillé d'argent du relais mixte
- Lenzerheide 2018
  -  Médaillé de bronze du relais mixte
- Les Gets 2022
  - 6e du cross-country short track
- Glasgow 2023
  -  Médaillé de bronze du relais mixte

### Coupe du monde
- Coupe du monde de cross-country espoirs
  - 2016 : 9e du classement général
  - 2017 : 10e du classement général

- Coupe du monde de cross-country élites
  - 2022 : 16e du classement général
  - 2023 : 25e du classement général
  - 2024 : 52e du classement général

- Coupe du monde de cross-country short track
  - 2022 : 9e du classement général
  - 2023 : 18e du classement général
  - 2024 : 24e du classement général

### Championnats d'Europe
- Darfo Boario Terme 2017
  -  Médaille d'argent du relais mixte
- Brno 2019 
  -  Médaillé de bronze du relais mixte
- Novi Sad 2021 
  -  Médaillé d'argent du cross-country
- Munich 2022 
  -  Médaillé d'argent du cross-country
- Krynica-Zdrój/Anadia 2023
  -  Champion d'Europe du relais mixte
  - 7e du cross-country

### Championnats du Danemark
- 2014
  -  Champion du Danemark de cross-country
- 2015
  -  Champion du Danemark de cross-country
- 2016
  - 2e du championnat du Danemark de cross-country
- 2017
  -  Champion du Danemark de cross-country
- 2018
  -  Champion du Danemark de cross-country
- 2019
  -  Champion du Danemark de cross-country
- 2020
  -  Champion du Danemark de cross-country marathon
  - 2e du championnat du Danemark de cross-country
- 2021
  - 2e du championnat du Danemark de cross-country
- 2022
  -  Champion du Danemark de cross-country

## Palmarès en cyclo-cross
- 2017-2018
  -  Champion du Danemark de cyclo-cross
- 2018-2019
  -  Champion du Danemark de cyclo-cross
- 2010-2020
  -  Champion du Danemark de cyclo-cross
- 2020-2021
  -  Champion du Danemark de cyclo-cross
- 2022-2023
  -  Champion du Danemark de cyclo-cross